# Scott Murphy
Scott Murphy, född 26 januari 1970 i Columbia, Missouri, är en amerikansk demokratisk politiker. Han representerade delstaten New Yorks 20:e distrikt i USA:s representanthus mellan 31 mars 2009 och 3 januari 2011.
Murphy gick i skola i David H. Hickman High School i födelsestaden Columbia. Han utexaminerades 1992 från Harvard University. Han var sedan verksam inom affärslivet.
Kongressledamoten Kirsten Gillibrand avgick 2009 för att efterträda Hillary Clinton som senator för New York. Murphy blev Demokraternas kandidat som Gillibrands efterträdare och besegrade republikanen Jim Tedisco i fyllnadsvalet till representanthuset. 2010, när han kandiderade för omval, förlorade Murphy dock sin kongressplats till republikanen Chris Gibson.
Han är gift med Jennifer Hogan. De har tre barn. Paret äger fortfarande den tidigare McMullen herrgården mittemot Crandall Park i Glens Falls men de och deras tre barn bor i New York City.